# Volodymyr Odarjuk
Volodymyr Serhijovyč Odarjuk (in ucraino Володимир Сергійович Одарюк?; 13 febbraio 1994) è un calciatore ucraino, attaccante dell'SK Poltava.

## Caratteristiche tecniche
È un'ala destra.

## Carriera
Cresciuto nel settore giovanile del Vorskla, ha esordito in prima squadra il 18 ottobre 2015 in occasione del match di campionato perso 3-1 contro il Karpaty.